# 奥村哲
奥村 哲（おくむら さとし、1949年5月24日 - ）は、日本の中国史学者、首都大学東京名誉教授。

## 経歴
1949年、北海道美唄生まれ。山口県立岩国高等学校卒業。1972年京都大学文学部卒業。1978年京都大学大学院文学研究科博士課程（史学専攻）単位取得退学。1981年より名古屋工業大学講師。1986年東京都立大学人文学部助教授となり、1996年より教授。2006年都立大学にて博士号を取得（史学）。2007年首都大学東京人文科学研究科教授。2015年に定年退職し、名誉教授。

## 著書
- 『中国の現代史 戦争と社会主義』青木書店 1999
- 『中国の資本主義と社会主義 近現代史像の再構成』桜井書店 2004
- 『文化大革命への道－毛沢東主義と東アジアの冷戦』有志舎 2020

### 共著編
- 『中国工業化の歴史 近現代工業発展の歴史と現実』池田誠、田尻利、山本恒人、西村成雄共著 法律文化社 1982
- 『銃後の中国社会 日中戦争下の総動員と農村』笹川裕史共著 岩波書店 2007
- 『人びとの社会主義』南塚信吾,古田元夫,加納格共著 有志舎 21世紀歴史学の創造 2013
- 『変革期の基層社会 総力戦と中国・日本』編 創土社 2013